# District d'Arcis-sur-Aube
Le district d'Arcis-sur-Aube est une ancienne division territoriale française du département de l'Aube de 1790 à 1795.

## Géographie
Le territoire du district recouvre la Champagne crayeuse au nord du département de l'Aube.
Il était délimitée par les districts de Troyes et Bar-sur-Aube au sud, Joinville et Vitry-le-François à l'est, Sézanne au nord et Nogent-sur-Seine à l'ouest.

## Histoire
Le district d'Arcis-sur-Aube a été créé le 4 mars 1790 en même temps que le département de l'Aube. Il sera supprimé le 22 août 1795.

## Composition
Il était composé de 11 cantons :
- Canton d'Arcis-sur-Aube[1] qui groupait 11 communes :
Arcis-sur-Aube, Bessy, Mesnil-la-Comtesse, Nozay, Pouan-les-Vallées, Saint-Étienne-sous-Barbuise, Saint-Nabord-sur-Aube, Torcy-le-Grand, Torcy-le-Petit, Vaupoisson et Villette-sur-Aube.

- Canton d'Allibaudières[2] qui groupait 8 communes :
Allibaudières, Champigny-sur-Aube, le Chêne, Herbisse, Ormes, Salon, Viâpres-le-Petit et Villiers-Herbisse.

- Canton d'Aulnay[3] qui groupait 8 communes :
Aulnay, Braux, Brillecourt, Chalette-sur-Voire, Dommartin-le-Coq, Donnement, Jasseines et Magnicourt.

- Canton de Chauchigny[4] qui groupait 6 communes :
Chauchigny, les Grandes-Chapelles, Prémierfait, Rilly-Sainte-Syre, Saint-Mesmin et Savières.

- Canton de Chevanges[5] qui groupait 8 communes :
Arrembécourt, Bailly-le-Franc, Balignicourt, Chassericourt, Chavanges, Joncreuil, Pars-lès-Chavanges et Saint-Léger-sous-Margerie.

- Canton de Coclois[6] qui groupait 9 communes :
Avant-lès-Ramerupt, Chaudrey, Coclois, Longsols, Mesnil-Lettre, Nogent-sur-Aube, Ortillon, Pougy et Verricourt.

- Canton de Mailly[7] qui groupait 7 communes :
Dosnon, Grandville, Mailly-le-Camp, Poivres, Semoine, Trouan-le-Grand et Trouans.

- Canton de Méry[8] qui groupait 8 communes :
Châtres, Droupt-Saint-Basle, Droupt-Sainte-Marie, Étrelles-sur-Aube, Méry-sur-Seine, Mesgrigny, Saint-Oulph et Vallant-Saint-Georges.

- Canton de Montsuzain[9] qui groupait 8 communes :
Aubeterre, Chapelle-Vallon, Charmont-sous-Barbuise, Feuges, Fontaine-Luyères, Montsuzain, Saint-Remy-sous-Barbuise et Voué.

- Canton de Plancy[10] qui groupait 7 communes :
l'Abbaye-sous-Plancy, Boulages, Champfleury, Charny-le-Bachot, Longueville-sur-Aube, Plancy-l'Abbaye et Viâpres-le-Grand.

- Canton de Ramerupt[11] qui groupait 9 communes :
Aubigny, Dampierre, Isle-Aubigny, Lhuître, Morembert, Ramerupt, Romaines, Vaucogne et Vinets.